# بنجامين جنسن
بنجامين جنسن (بالنرويجية البوكمول: Benjamin Jensen)‏ هو منافس ألعاب قوى نرويجي، ولد في 13 أبريل 1975 في ماندال في النرويج.

## وصلات خارجية
- بنجامين جنسن على موقع الاتحاد الدولي لألعاب القوى (الإنجليزية)